# Tarot de Viéville
Le tarot de Viéville est un jeu de tarot créé à Paris par le maître cartier Jacques Viéville vers 1650. Henri-René d'Allemagne dans son ouvrage Les Cartes à jouer du XIVe au XXe siècle nous apprend que Jacques Viéville était un maître-cartier très actif à Paris entre les années 1643 et 1664.

## Un tarot atypique
Ce tarot de 78 cartes au format 69 × 126 mm n'est pas considéré comme appartenant à la tradition des tarots de Marseille car il comporte des cartes qui ne suivent pas sa trame : l'atout XIIII, habituellement allégorie de la Tempérance, représente une femme versant un vase dans un autre posé au sol avec un phylactère portant la mention SOL FAMA ; l'atout XV représentant un diable ailé seul, se déplaçant ; l'atout XVI, allégorie de la foudre, représente un berger, accompagné de son troupeau, s'approchant d'un arbre ; l'atout XVII, carte des étoiles, représente comme dans d'ancien tarot italiens illustrés d'astronomes, un personnage assis tenant un compas et un livre, ainsi que cinq étoiles et une tour ; l'atout XVIII, associé à la Lune, représente une femme tenant un fuseau assise sur une pierre devant un arbre, sous l'astre lunaire ; l'atout XIX représente l'astre solaire sous lequel passe un jeune homme ou un enfant à cheval.
Ce tarot a une autre spécificité : le nom des atouts n'est pas inscrit sur les cartes mais est combiné sous la forme d'un texte étrange sur l'As de denier et le Deux de coupe.
Deux autres différences notables avec la tradition du tarot de Marseille sont le sens d'orientation des personnages, et une inversion des arcanes VII et VIII représentant respectivement la justice et le chariot dans le tarot Viéville.

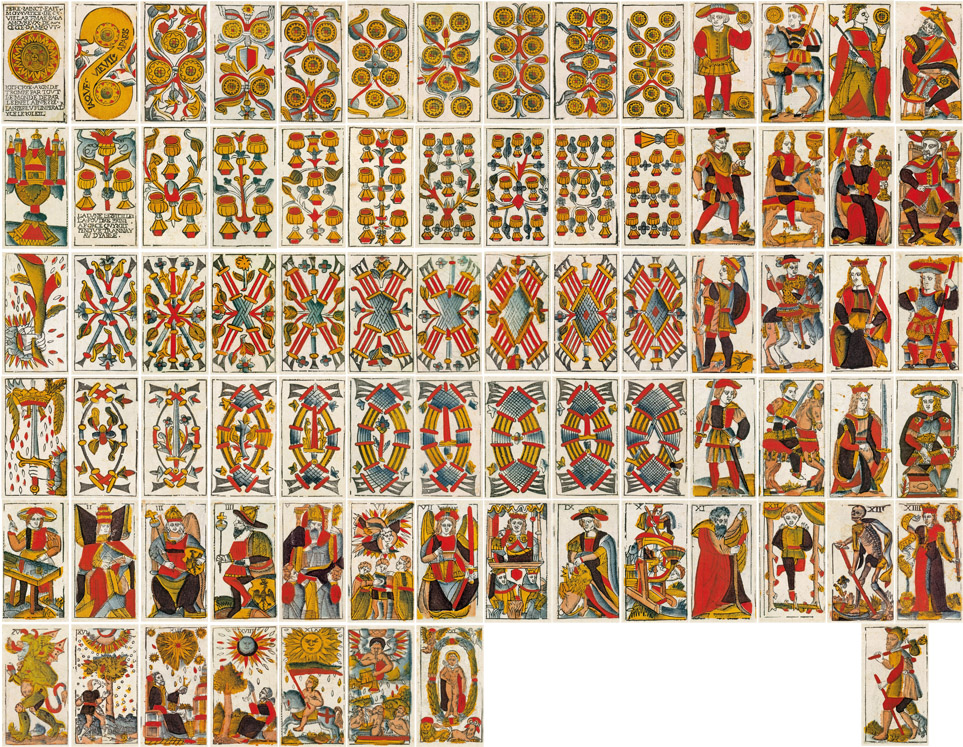
Mosaïque Viéville 78 cartes TBR final